# Vinaigrette (Handwerk)

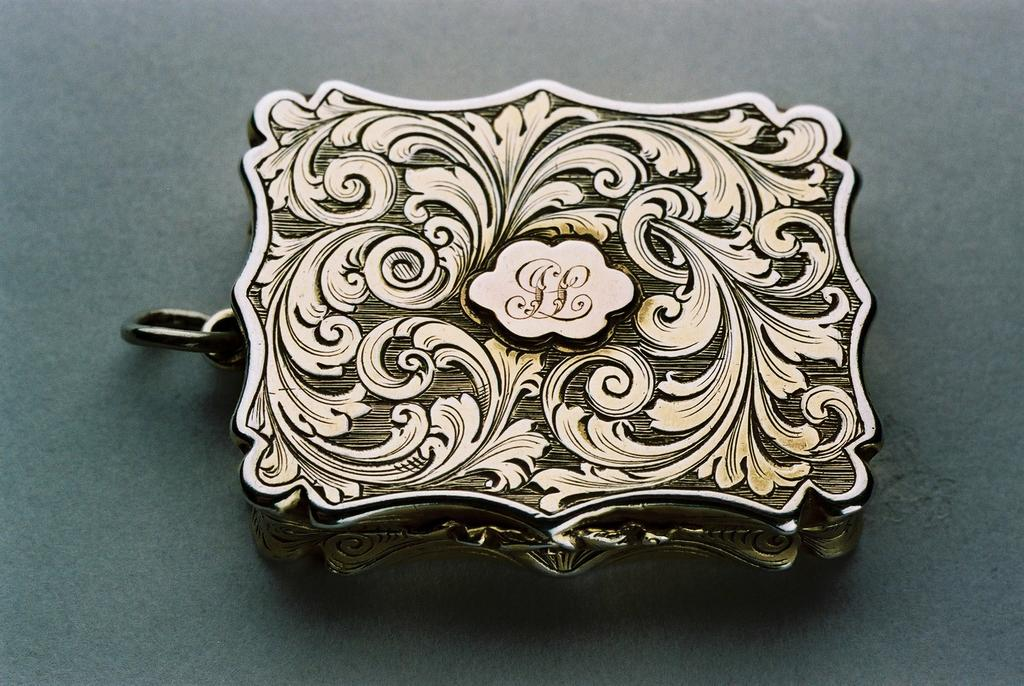
Viktorianische Vinaigrette aus Silber; Nathaniel Mills & Sons, Birmingham, 1847

Vinaigrette bezeichnet in der Goldschmiedekunst ein aus Messing oder Silber, selten aus Gold hergestelltes Döschen mit einem kleinen Schwamm, der unter dem Deckel von einem Gitter gehalten wird und wie ein Riechfläschchen mit starken Duftstoffen, wie  z. B. Essig (vinaigre franz. = Essig) getränkt wird. Vinaigrettes waren vor allem in Viktorianischer Zeit mit der Vorliebe der Mode für enggeschnürte Mieder in Gebrauch. Damen trugen derartige Vinaigrettes häufig am Gürtel, um sie bei einer drohenden  Ohnmacht einzusetzen.